# Hűsölő keresztespók
A hűsölő keresztespók (Araneus alsine) a pókszabásúak (Arachnida) osztályának a pókok (Araneae) rendjéhez, ezen belül a főpókok (Araneomorphae) alrendjéhez és a keresztespókfélék (Araneidae) családjához tartozó faj.

## Megjelenése
A faj nőstényei 11-13 milliméter, hímjei 6-8 milliméter nagyságúak. A fejtor és lábak színe változó mélységű vöröses barna. A potroh ragyogóan fénylő narancsvörös. Az élénk alapszínen csontszínű foltokból álló mintázat rajzolódik ki.

## Életmódja
A hűsölő keresztespók Európa-szerte elterjedt, de sehol sem gyakori. Lápréteken, láp- és ártéri erdőkben, nádasok enyhén árnyékolt zónájában fordul elő. Hálóját a földfelszín közelében szövi. Jellegzetes fajspecifikus viselkedése van: hálójának közepére egy összesodort száraz falevelet sző, amelynek alulról nyitott tölcsérében rejtőzik el. A faj ivarérett alakjaival június, július, augusztus és szeptember hónapokban találkozhatunk.